# Al Matthews (giocatore di football americano)
Alvin Leon Matthews (Austin, 7 novembre 1947 – Austin, 8 marzo 2025) è stato un giocatore di football americano statunitense che giocò nel ruolo di defensive back per otto stagioni nella National Football League (NFL). Fu scelto nel corso del secondo giro (41º assoluto) del Draft NFL 1970 dai Green Bay Packers. Al college giocò a football a Texas A&M.

## Carriera professionistica
Matthews fu scelto nel corso del secondo giro del Draft 1970 dai Green Bay Packers. Nella sua stagione da rookie disputò tutte le 14 gare stagionali ma fu dalla sua seconda stagione che divenne stabilmente titolare nella difesa dei Packers. Nel 1973 in una gara contro i New Orleans Saints ritornò un intercetto per 58 yard in touchdown. Coi Packers disputò sei stagioni e 84 gare consecutive. Nel 1976, passò alla neonata franchigia dei Seattle Seahawks con cui disputò tutte le 14 partite della stagione prima di passare ai San Francisco 49ers l'annata successiva, l'ultima della carriera, con cui disputò una sola partita.

## Statistiche
| Partite totali    | 99 |
| Intercetti fatti  | 13 |
| Fumble recuperati | 7  |